# DFB-Hallenpokal
Der DFB-Hallenpokal, zeitweise auch Hallen-Masters genannt, war ein Wettbewerb im Hallenfußball, der von 1988 bis 2001 unter der Regie des DFB ausgetragen wurde. Das Endturnier wurde 1987 nur inoffiziell ausgetragen. 2001 war die DFL ebenfalls Mitveranstalter. Der DFB-Hallenpokal war das Endturnier mehrerer Qualifikationsturniere, an denen neben Klubs der Bundesliga und 2. Bundesliga zeitweise auch Amateurmannschaften und ausländische Vereine teilnahmen. Rekordsieger war Borussia Dortmund, das auch als einziger Verein mehrmals den DFB-Hallenpokal gewann.
Der DFB-Hallenpokal war zur Überbrückung der Winterpause konzipiert, die Resonanz insbesondere der Spitzenvereine war – vor allem aufgrund der erhöhten Verletzungsgefahr – relativ verhalten, und auch das anfangs rege Zuschauerinteresse am Hallenfußball ließ im Lauf der Jahre nach. Zudem wurde der Termindruck und der Vermarktungszwang für die Vereine Ende der 1990er Jahre immer größer. Nachdem auch die Winterpause gekürzt worden war, stellte der DFB den Wettbewerb 2001 schließlich ein.

## International und Futsal
Der weltweit anerkannte Hallenfußball nennt sich Futsal und wird im Gegensatz zum deutschen Hallenfußball ohne Bande gespielt. Der Name leitet sich vom portugiesischen Ausdruck futebol de salão oder dem spanischen fútbol sala, zu deutsch einfach Hallenfußball, ab. Seit 2006 gibt es einen dem DFB-Hallenpokal ähnlichen Wettbewerb, der zunächst als inoffizielle deutsche Meisterschaft unter dem Namen DFB-Futsal-Cup von 2006 bis 2012 ausgetragen wurde und seit 2013 offiziell als Deutsche Futsal-Meisterschaft firmiert.

## Qualifikationsmodus

### Vorgeschichte und erste Turniere (1987–1988)
Die ersten Hallenturniere in Deutschland fanden in Berlin (1971) und Essen (1972) statt. Danach nutzten viele Vereine der Bundesliga bis hinein in den Amateurbereich den Hallenfußball, um die Winterpause zu überbrücken. In den achtziger Jahren boomte der Hallenfußball, und auch das Fernsehen zeigte vermehrt Turniere. Das Kicker-Sportmagazin kürte 1987 seinen eigenen „Hallenmeister“ aus der besten Mannschaft aus insgesamt vierzehn Hallenturnieren in drei Kategorien (A, B und C). Dieser inoffizielle Hallenmeister wurde Eintracht Frankfurt. Die erste inoffizielle Hallenmeisterschaft wurde 1987 durch die Bild in Stuttgart organisiert. Dort konnte sich der Hamburger SV mit 3:1 gegen den VfB Stuttgart im Finale durchsetzen. Wegen des anhaltenden Booms entschloss sich der DFB, einen eigenen Wettbewerb, das sogenannte Hallen-Masters, einzuführen.
Das erste offizielle Hallen-Masters fand 1988 in der Frankfurter Festhalle statt. Hierfür war nur Gastgeber Eintracht Frankfurt gesetzt. Die weiteren fünf Teilnehmer mussten sich in insgesamt 18 Hallenturnieren für das Masters-Finale qualifizieren. Dies geschah alles unter einem komplizierten Qualifikationsmodus, in welchem die Turniere unterschiedliche „Wertigkeitspunkte“ (1. Platz: 6 Punkte, 2. Platz: 4 Punkte, 3. Platz: 2 Punkte, 4. Platz: 1 Punkt) erhielten. Dies führte dazu, dass der VfL Osnabrück durch seinen Sieg bei seinem einzigen bestrittenen Hallenturnier in Münster schließlich auch in Frankfurt starten konnte, da Münster eine hohe Wertigkeit zugeschrieben worden war.
Generell war der Zuspruch für dieses Turnier sehr gering. Insgesamt zehn Bundesligisten, darunter Bayern München, der 1. FC Köln, der Hamburger SV oder Borussia Mönchengladbach, hatten die Teilnahme an diesem Turnier bereits zuvor ausgeschlossen, da sie Trainingslager zur Vorbereitung auf die Rückrunde vorzogen. Außerdem kamen an den zwei Turniertagen in Frankfurt nur rund 3.500 Zuschauer in die Halle.
Dennoch gab es in den Winterpausen der neunziger Jahre weiterhin Hallenturniere. Jährlich wurden fast den gesamten Januar hindurch etwa 8 bis 15 Turniere ausgetragen, an denen auf freiwilliger Basis Vereine der Bundesliga und 2. Bundesliga sowie auch Amateurmannschaften und ausländische Vereine teilnahmen.
Von Emden bis Leipzig und von Kiel bis Friedrichshafen fanden eintägige Turniere statt, dabei nahezu regelmäßig an den Spielorten Essen, Schwerin, Kiel, Oldenburg, Leipzig, Hannover, Düsseldorf, Krefeld, Köln und Karlsruhe. Besonderen Zuschauerzuspruch fanden jedoch insbesondere die jährlich ausgetragenen mehrtägigen Turniere von Berlin, Frankfurt, Stuttgart, Dortmund, München und Bremen. Diese Turniere wiesen meist auch die höchste Wertigkeit auf, die von den teilnehmenden Vereinen abhing. Die Vereine mit den meisten Wertungspunkten nahmen dann Ende Januar am eigentlichen Hallen-Masters teil.
| Datum             | Austragungsort                                   | Wert  | 1. Platz              | Ergebnis             | 2. Platz             | 3. Platz                  | Ergebnis     | 4. Platz                  |
| ----------------- | ------------------------------------------------ | ----- | --------------------- | -------------------- | -------------------- | ------------------------- | ------------ | ------------------------- |
| 27./28.12.1987    | Bremen, Stadthalle Bremen                        | 53,54 | Blau-Weiß 90 Berlin   | 6:3 n. V.            | Werder Bremen        | FC Karl-Marx-Stadt        | 9:4          | Hannover 96               |
| 29./30.12.1987    | Oldenburg, Messehalle Oldenburg                  | 43,56 | GKS Kattowitz         | 3:1 n. V.            | 1. FC Kaiserslautern | Standard Lüttich          | n/a          | VfB Oldenburg             |
| 02./03.01.1988    | Karlsruhe, Europahalle Karlsruhe                 | 50,28 | Stuttgarter Kickers   | 4:2                  | Dukla Prag           | Karlsruher SC             | 6:4 n. V.    | SC Freiburg               |
| 02./03.01.1988    | Saarbrücken, Saarlandhalle Saarbrücken           | 38,20 | Dinamo Tiflis         | 3:3 n. V. 13:12 i.S. | 1. FC Saarbrücken    | Eintracht Trier           | (Ligasystem) | 1. FC Kaiserslautern      |
| 02./03.01.1988    | Baunatal, Rundsporthalle Baunatal                | 39,10 | Sparta Prag           | (Ligasystem)         | Brøndby IF           | Borussia Mönchengladbach  | (Ligasystem) | Sredez Sofia              |
| 05./06.01.1988    | München, Olympiahalle München                    | 57,38 | PSV Eindhoven         | 5:0                  | 1. FC Nürnberg       | VfB Stuttgart             | 7:0          | FC Bayern München         |
| 08./09.01.1988    | Stuttgart, Hanns-Martin-Schleyer-Halle Stuttgart | 64,84 | VfB Stuttgart         | 1:1 7:6 i.S.         | Dynamo Kiew          | 1. FC Nürnberg            | 4:3          | 1. FC Köln                |
| 10.01.1988        | Köln, Messehalle Köln                            | 44,54 | 1. FC Köln            | n/a                  | Viktoria Köln        | Alemannia Aachen          | n/a          | Atlético Mineiro          |
| 08.01.-10.01.1988 | Berlin, Deutschlandhalle Berlin                  | 53,58 | Blau-Weiß 90 Berlin   | 3:1                  | FC Bayern München    | Werder Bremen             | 4:3          | Berlin Amateurauswahl     |
| 10.01.1988        | Essen, Grugahalle Essen                          | 39,13 | Borussia Dortmund     | (Ligasystem)         | Fortuna Düsseldorf   | Borussia Dortmund         | (Ligasystem) | Schalke 04                |
| 15./16.01.1988    | Frankfurt, Eissporthalle Frankfurt               | 43,25 | Werder Bremen         | 1:0                  | Eintracht Frankfurt  | FSV Frankfurt             | 4:3          | Rot-Weiss Frankfurt       |
| 15./16.01.1988    | Herne, Stadthalle Herne                          | 43,25 | Wattenscheid 09       | 6:3                  | Bayer 04 Leverkusen  | Hamburger SV              | 4:3          | VfL Bochum                |
| 16.01.1988        | Krefeld, Glockenspitzhalle Krefeld               | 63,00 | FC Bayer 05 Uerdingen | (Ligasystem)         | 1. FC Kaiserslautern | Schalke 04                | (Ligasystem) | Fortuna Düsseldorf        |
| 22.01./23.01.1988 | Dortmund, Westfalenhalle Dortmund                | 60,67 | VfL Bochum            | 5:2                  | Bayer 04 Leverkusen  | 1. FC Nürnberg            | 4:2          | Borussia Dortmund         |
| 22.01./23.01.1988 | Mannheim, Eisstadion Mannheim                    | 57,38 | Werder Bremen         | 7:4                  | Eintracht Frankfurt  | Waldhof Mannheim          | 8:2          | Hamburger SV              |
| 23.01.1988        | Düsseldorf, Philipshalle Düsseldorf              | 54,81 | FC Bayer 05 Uerdingen | (Ligasystem)         | Fortuna Düsseldorf   | Auswahl RW Essen/SW Essen | (Ligasystem) | Borussia Mönchengladbach  |
| 24.01.1988        | Essen, Grugahalle Essen                          | 54,81 | Fortuna Düsseldorf    | (Ligasystem)         | Bayer Uerdingen      | Borussia Mönchengladbach  | (Ligasystem) | Auswahl RW Essen/SW Essen |
| 24.01.1988        | Münster, Münsterland-Halle Münster               | 38,42 | VfL Osnabrück         | 5:4                  | Hannover 96          | Eintracht Frankfurt       | 6:5          | VfL Bochum                |

### DFB-Hallen-Masters (1989–1993)
Nach dem bescheidenen Erfolg des vorigen Turniers wurde das Turnier 1989 aufgewertet, indem neben dem Titelverteidiger Bayer 05 Uerdingen auch der amtierende Deutsche Meister Werder Bremen, der aktuelle Pokalsieger Eintracht Frankfurt sowie der Publikumsmagnet Bayern München direkt für das Endturnier gesetzt wurden. Hinzu kam, dass in der großen Westfalenhalle in Dortmund gespielt wurde und dadurch Borussia Dortmund als Gastgeber ebenfalls direkt qualifiziert war. Dazu wurde das Preisgeld erhöht. Für die restlichen drei Plätze konnten sich Blau-Weiß 90 Berlin, der VfB Stuttgart und der 1. FC Köln über die diversen Hallenturniere qualifizieren. Sieger wurde der Deutsche Meister aus Bremen.
Auch 1990 und 1991 wurde das Hallenmasters in Dortmund ausgetragen, wobei jeweils der Gastgeber gewann und der einzige Verein mit mehr als einem Sieg bleiben sollte. In den Jahren 1992 und 1993 fand das Finalturnier in der Münchener Olympiahalle statt. 1994 wechselte man wieder nach Dortmund, um dann jährlich zwischen München und Dortmund zu wechseln. Damit sollten vermutlich die zwei großen deutschen Vereine der neunziger Jahre (Bayern München und Borussia Dortmund) entlastet werden, da sie als Gastgeber keine sportliche Qualifikation benötigten und direkt am Endturnier teilnahmen.
Von 1990 bis 1993 waren zudem der jeweilige aktuelle Deutsche Meister, der amtierende Pokalsieger und der Titelverteidiger für das Finalturnier gesetzt. Im Jahr 1991 war der Vizemeister 1. FC Köln für das Endturnier gesetzt. Der Modus für die Qualifikation blieb bis einschließlich 1993 weitestgehend unverändert. So wurde bei bis zu 18 Turnieren um „Masterspunkte“ und somit um die übrigen vier der insgesamt acht Plätze beim Hallen-Masters-Finale gekämpft.
| Datum             | Austragungsort                                   | Wert | 1. Platz            | Ergebnis           | 2. Platz                 | 3. Platz             | Ergebnis       | 4. Platz               |
| ----------------- | ------------------------------------------------ | ---- | ------------------- | ------------------ | ------------------------ | -------------------- | -------------- | ---------------------- |
| 28.12./29.12.1988 | Bremen, Stadthalle Bremen                        | 27   | Werder Bremen       | 6:2                | Spartak Moskau           | Dynamo Dresden       | 4:2            | Blau-Weiß 90 Berlin    |
| 05./06.01.1989    | München, Olympiahalle München                    | 29   | VfB Stuttgart       | 4:2                | Werder Bremen            | Türk Gücü München    | 1:1 4:2 i.S.   | 1. FC Nürnberg         |
| 07.01.1989        | Köln, Messehalle Köln                            | 23   | 1. FC Köln          | 3:1                | Bayer 04 Leverkusen      | 1. FC Kaiserslautern | 3:3 12:11 i.S. | Galatasaray Istanbul   |
| 07.01.1989        | Hamburg, Sporthalle Hamburg                      | 21   | Baník Ostrava       | 5:4                | FC St. Pauli             | VfL Bochum           | 7:3            | 1. FC Saarbrücken      |
| 07.01./08.01.1989 | Stuttgart, Hanns-Martin-Schleyer-Halle Stuttgart | 30   | Dynamo Kiew         | 3:0                | VfB Stuttgart            | Partizan Belgrad     | 3:2            | Bayern München         |
| 07.01./08.01.1989 | Emden, Nordseehalle Emden                        | 20   | Werder Bremen       | 5:4                | FC Groningen             | Kickers Emden        | (Ligasystem)   | Standard Lüttich       |
| 08.01.1989        | Salzgitter, Sporthalle Salzgitter                | 19   | Blau-Weiß 90 Berlin | (Ligasystem)       | Eintracht Braunschweig   | Slavia Prag          | (Ligasystem)   | Odense BK              |
| 11.01.1989        | Kiel, Ostseehalle Kiel                           | 22   | Auswahl Dänemark    | (Ligasystem)       | FC St. Pauli             | Holstein Kiel        | (Ligasystem)   | Hamburger SV           |
| 13.01./14.01.1989 | Karlsruhe, Europahalle Karlsruhe                 | 22   | Dinamo Zagreb       | 2:2 n. V. 5:3 n.A. | Stuttgarter Kickers      | Karlsruher SC        | 3:2            | 1. FC Pforzheim        |
| 13.01./14.01.1989 | Frankfurt, Eissporthalle Frankfurt               | 16   | Eintracht Frankfurt | 2:1                | Rot-Weiss Frankfurt      | VfB Stuttgart        | 4:1            | 1. FC Nürnberg         |
| 13.01./14.01.1989 | Saarbrücken, Saarlandhalle Saarbrücken           | 24   | Dynamo Kiew         | 6:5                | Borussia Mönchengladbach | Dynamo Tiflis        | (Ligasystem)   | Blau-Weiß 90 Berlin    |
| 13.01./14.01.1989 | Herne, Stadthalle Herne                          | 15   | Škoda Pilsen        | 7:6 i.S.           | VfL Bochum               | Zalgiris Wilina      | 11:2           | Hannover 96            |
| 14.01.1989        | Düsseldorf, Philipshalle Düsseldorf              | 23   | 1. FC Köln          | (Ligasystem)       | Bayer Uerdingen          | Fortuna Düsseldorf   | (Ligasystem)   | Schalke 04             |
| 15.01.1989        | Essen, Grugahalle Essen                          | 18   | Borussia Dortmund   | (Ligasystem)       | Rot-Weiss Essen          | 1. FC Köln           | (Ligasystem)   | Schwarz-Weiß Essen     |
| 20.01./21.01.1989 | Oldenburg, Messehalle Oldenburg                  | 17   | Hannover 96         | 4:2                | VfB Oldenburg            | FK Dukla Prag        | 3:1            | SV Meppen              |
| 20.01./21.01.1989 | Kassel, Sporthalle Kassel                        | 16   | Borussia Dortmund   | (Ligasystem)       | KSV Hessen Kassel        | KSV Baunatal         | (Ligasystem)   | Eintracht Braunschweig |
| 20.01.-22.01.1989 | Berlin, Deutschlandhalle Berlin                  | 25   | Werder Bremen       | 7:4                | Blau-Weiß 90 Berlin      | Dinamo Tiflis        | 8:1            | Hamburger SV           |
| 21.01.1989        | Krefeld, Glockenspitzhalle Krefeld               | 22   | Fortuna Düsseldorf  | (Ligasystem)       | Bayer Uerdingen          | Karlsruher SC        | (Ligasystem)   | Rot-Weiss Essen        |

weitere Turniere 1988/89:
- Baunatal: Sparta Prag (1.) Brøndby IF (2.).
- Münster: Preußen Münster (9. Januar 1989)
- Hamburg: unbekannt (4./5. Februar 1989)

| Datum             | Austragungsort                                   | Wert | 1. Platz                 | Ergebnis     | 2. Platz            | 3. Platz                 | Ergebnis     | 4. Platz                 |
| ----------------- | ------------------------------------------------ | ---- | ------------------------ | ------------ | ------------------- | ------------------------ | ------------ | ------------------------ |
| 27.12./28.12.1989 | Kiel, Ostseehalle Kiel                           | 18   | 1. FC Nürnberg           | 6:5          | Holstein Kiel       | FC St. Pauli             | 3:1          | AIK Stockholm            |
| 30.12.1989        | Bremen, Stadthalle Bremen                        | 23   | Spartak Moskau           | 10:2         | Werder Bremen       | Berliner FC Dynamo       | 7:4          | Auswahl Sambia           |
| 27.12./28.12.1989 | Oldenburg, Messehalle Oldenburg                  | 17   | Borussia Mönchengladbach | 5:0          | 1. FC Nürnberg      | VfB Oldenburg            | n/a          | VfL Oldenburg            |
| 03.01.1990        | Bayreuth, Oberfrankenhalle Bayreuth              | 19   | 1. FC Nürnberg           | 5:2          | FK Dukla Prag       | 1. FC Lokomotive Leipzig | (Ligasystem) | Tirol Innsbruck          |
| 05.01.-07.01.1990 | Berlin, Deutschlandhalle Berlin                  | 22   | Dynamo Moskau            | 5:2          | Werder Bremen       | Hertha BSC               | 8:6 n.N.     | Borussia Mönchengladbach |
| 06.01./07.01.1990 | Baunatal, Rundsporthalle Baunatal                | 16   | HIF Kopenhagen           | (Ligasystem) | 1. FC Nürnberg      | KSV Baunatal             | (Ligasystem) | FC Carl Zeiss Jena       |
| 06.01./07.01.1990 | Hamburg, Sporthalle Hamburg                      | 21   | FC St. Pauli             | 6:3          | Baník Ostrava       | 1. FC Lokomotive Leipzig | 5:2          | Sredez Sofia             |
| 07.01.1990        | Köln, Messehalle Köln                            | 30   | Spartak Moskau           | 7:1          | Bayer 04 Leverkusen | 1. FC Köln               | 6:0          | Tirol Innsbruck          |
| 13.01.1990        | Krefeld, Glockenspitzhalle Krefeld               | 25   | FC Bayer 05 Uerdingen    | (Ligasystem) | Fortuna Düsseldorf  | 1. FC Kaiserslautern     | (Ligasystem) | VfL Bochum               |
| 13.01./14.01.1990 | Karlsruhe, Europahalle Karlsruhe                 | 22   | Dynamo Kiew              | 6:2          | VfB Stuttgart       | 1. CfR Pforzheim         | 3:1          | Újpest Budapest          |
| 14.01.1990        | Düsseldorf, Philipshalle Düsseldorf              | 21   | FC Bayer 05 Uerdingen    | (Ligasystem) | Fortuna Düsseldorf  | 1. FC Kaiserslautern     | (Ligasystem) | MSV Duisburg             |
| 19.01./20.01.1990 | Stuttgart, Hanns-Martin-Schleyer-Halle Stuttgart | 30   | Dynamo Kiew              | 4:1          | VfB Stuttgart       | Stuttgarter Kickers      | 4:2          | Borussia Dortmund        |
| 21.01.1990        | Essen, Grugahalle Essen                          | 19   | FC Karl-Marx-Stadt       | (Ligasystem) | Fortuna Düsseldorf  | Borussia Dortmund        | (Ligasystem) | Schalke 04               |

weitere Turniere 1989/90
- Schwerin: Hamburger SV (1.)  Post Neubrandenburg (2.) ISG/Tiefbau Schwerin (3.) 1. FC Magdeburg (4.)
- Nürnberg: SpVgg Fürth 3:0   SG Quelle Fürth, um Platz 3: VfL Bochum II  5:4  Viktoria Aschaffenburg
- Magdeburg: VfB Oldenburg 4:3 1. FC Magdeburg

| Datum             | Austragungsort                                   | Wert | 1. Platz                 | Ergebnis     | 2. Platz                              | 3. Platz                 | Ergebnis      | 4. Platz                 |
| ----------------- | ------------------------------------------------ | ---- | ------------------------ | ------------ | ------------------------------------- | ------------------------ | ------------- | ------------------------ |
| 28.12.1990        | Kiel, Ostseehalle Kiel                           | 23   | Borussia Mönchengladbach | 5:1          | FC St. Pauli                          | Ajax Amsterdam           | 3:1           | FC Hansa Rostock         |
| 29.12.1990        | Schwerin, Sporthalle Schwerin                    | 23   | Auswahl Dänemark         | 5:4 n. V.    | Ajax Amsterdam                        | FC Hansa Rostock         | 8:3           | FC St. Pauli             |
| 30.12.1990        | Oldenburg, Messehalle Oldenburg                  | 25   | Borussia Mönchengladbach | 3:1          | Auswahl Dänemark                      | FC Groningen             | 5:2           | FC Hansa Rostock         |
| 03.01.1991        | Bayreuth, Oberfrankenhalle Bayreuth              | 17   | Spartak Moskau           | 6:3          | FK Dukla Prag                         | 1. FC Nürnberg           | 3:2           | 1. FC Lokomotive Leipzig |
| 05.01.1991        | Nürnberg, Frankenhalle Nürnberg                  | 18   | Chemnitzer FC            | 9:7          | 1. FC Nürnberg                        | Sparta Prag              | (Ligasystem)  | VfL Bochum               |
| 05.01./06.01.1991 | Hamburg, Sporthalle Hamburg                      | 23   | Slavia Prag              | 3:2          | Bundeswehr-Auswahl                    | FC St. Pauli             | 4:3           | FC Carl Zeiss Jena       |
| 06.01.1991        | Köln, Messehalle Köln                            | 26   | VfB Stuttgart            | 5:3          | Spartak Moskau                        | 1. FC Nürnberg           | 3:3 5:3 i. A. | 1. FC Köln               |
| 11.01./12.01.1991 | Stuttgart, Hanns-Martin-Schleyer-Halle Stuttgart | 27   | VfB Stuttgart            | 5:4 n. V.    | 1. FC Magdeburg                       | Borussia Mönchengladbach | 4:2           | Stuttgarter Kickers      |
| 11.01.-13.01.1991 | Berlin, Deutschlandhalle Berlin                  | 25   | Werder Bremen            | 5:4          | Hamburger SV                          | Spartak Moskau           | 4:3           | Borussia Dortmund        |
| 18.01.1991        | Essen, Grugahalle Essen                          | 22   | MSV Duisburg             | 5:0          | Schwarz-Weiß Essen/Bundeswehr-Auswahl | Rot-Weiss Essen          | 4:3 i.S.      | Schalke 04               |
| 18.01.1991        | Magdeburg, Hermann-Gieseler-Halle Magdeburg      | 16   | 1. FC Magdeburg          | (Ligasystem) | VfB Oldenburg                         | VfL Wolfsburg            | (Ligasystem)  | Hallescher FC Chemie     |
| 18.01./19.01.1991 | Bremen, Stadthalle Bremen                        | 30   | Borussia Dortmund        | 11:7         | Spartak Moskau                        | Werder Bremen            | 6:1           | Hamburger SV             |
| 19.01.1991        | Krefeld, Glockenspitzhalle Krefeld               | 25   | SG Wattenscheid 09       | (Ligasystem) | Bayer 05 Uerdingen                    | Fortuna Düsseldorf       | (Ligasystem)  | Schalke 04               |
| 20.01.1991        | Karlsruhe, Europahalle Karlsruhe                 | 22   | VfB Stuttgart            | 8:1          | Dynamo Kiew                           | Eintracht Frankfurt      | 3:1           | Stuttgarter Kickers      |
| 20.01.1991        | Düsseldorf, Philipshalle Düsseldorf              | 29   | Fortuna Düsseldorf       | (Ligasystem) | 1. FC Köln                            | KFC Uerdingen 05         | (Ligasystem)  | Chemnitzer FC            |

| Datum             | Austragungsort                                   | Wert | 1. Platz             | Ergebnis           | 2. Platz            | 3. Platz                 | Ergebnis     | 4. Platz                              |
| ----------------- | ------------------------------------------------ | ---- | -------------------- | ------------------ | ------------------- | ------------------------ | ------------ | ------------------------------------- |
| 03.01.1992        | Kiel, Ostseehalle Kiel                           | 16   | VfL Bochum           | 3:3 n. V. 3:2 i.N. | FC St. Pauli        | FC Schalke 04            | 3:2          | IFK Norrköping                        |
| 04.01.1992        | Bayreuth, Oberfrankenhalle Bayreuth              | 21   | Brøndby IF           | 2:1                | Spartak Moskau      | 1. FC Nürnberg           | 3:2          | Sigma Olmütz                          |
| 04.01.1992        | Schwerin, Sporthalle Schwerin                    | 12   | IFK Norrköping       | 7:2                | 1. FSV Schwerin     | VfL Bochum               | 4:2          | FC St. Pauli                          |
| 05.01.1992        | Oldenburg, Messehalle Oldenburg                  | 18   | FC Schalke 04        | 1:1 3:2 i.N.       | FC Hansa Rostock    | Sigma Olmütz             | 2:0          | VfL Bochum                            |
| 05.01./06.01.1992 | Stuttgart, Hanns-Martin-Schleyer-Halle Stuttgart | 22   | Brøndby IF           | 5:1                | Stuttgarter Kickers | 1. FC Köln               | 2:0          | Grasshoppers Zürich                   |
| 09.01.1992        | Essen, Grugahalle Essen                          | 14   | Spartak Moskau       | 5:1                | Wattenscheid 09     | MSV Duisburg             | 4:2 i. N.    | Schwarz-Weiß Essen/Bundeswehr-Auswahl |
| 10.01.1992        | Magdeburg, Hermann-Gieseler-Halle Magdeburg      | 13   | Hallescher FC        | 4:3                | 1. FC Magdeburg     | Eintracht Braunschweig   | 4:1 n. V.    | Bayer 04 Leverkusen                   |
| 10.01./11.01.1992 | Dortmund, Westfalenhalle, Dortmund               | 21   | Borussia Dortmund    | 7:1                | SG Wattenscheid 09  | VfL Bochum               | 5:3          | Fortuna Düsseldorf                    |
| 10.01.-12.01.1992 | Berlin, Deutschlandhalle Berlin                  | 17   | Werder Bremen        | 7:0                | Dynamo Dresden      | 1. FC Nürnberg           | 5:2          | Hertha BSC                            |
| 11.01./12.01.1992 | Hamburg, Sporthalle Hamburg                      | 15   | Spartak Moskau       | 2:1                | FC St. Pauli        | Slavia Prag              | 6:3          | Hamburger SV                          |
| 12.01.1992        | Köln, Messehalle Köln                            | 19   | VfB Stuttgart        | 6:5 (n. V.)        | 1. FC Köln          | SC Fortuna Köln          | 5:3          | Borussia Mönchengladbach              |
| 19.01.1992        | Krefeld, Glockenspitzhalle Krefeld               | 19   | 1. FC Kaiserslautern | (Ligasystem)       | VfL Bochum          | Borussia Mönchengladbach | (Ligasystem) | Bayer 05 Uerdingen                    |
| 18.01.1992        | Bremen, Stadthalle Bremen                        | 22   | Spartak Moskau       | (Ligasystem)       | Werder Bremen       | VfB Oldenburg            | (Ligasystem) | Brøndby IF                            |
| 19.01.1992        | Bremerhaven, Stadthalle Bremerhaven              | 19   | Hertha BSC           | (Ligasystem)       | Werder Bremen       | Spartak Moskau           | (Ligasystem) | Borussia Mönchengladbach              |
| 19.01.1992        | Karlsruhe, Europahalle Karlsruhe                 | 23   | Karlsruher SC        | 3:0                | Eintracht Frankfurt | 1. FC Kaiserslautern     | 4:3          | Karlsruher SC Amateure                |

| Datum             | Austragungsort                                   | Wert | 1. Platz                 | Ergebnis     | 2. Platz               | 3. Platz                 | Ergebnis     | 4. Platz                 |
| ----------------- | ------------------------------------------------ | ---- | ------------------------ | ------------ | ---------------------- | ------------------------ | ------------ | ------------------------ |
| 06.01.1993        | Bayreuth, Oberfrankenhalle Bayreuth              | 25   | Brøndby IF               | 5:0          | Sparta Prag            | Hamburger SV             | 5:4          | 1. FC Nürnberg           |
| 07.01.1993        | Kiel, Ostseehalle Kiel                           | 22   | 1. FC Kaiserslautern     | 3:0          | Hamburger SV           | FC Schalke 04            | 4:3          | FC St. Pauli             |
| 08.01.1993        | Rostock, Stadthalle Rostock                      | 29   | SK Sigma Olmütz          | 5:4 n. V.    | Hamburger SV           | 1. FC Kaiserslautern     | 5:4          | Hansa Rostock            |
| 09.01.1993        | Hannover, Stadionsporthalle Hannover             | 22   | Hannover 96              | 5:4          | 1. FC Köln             | Borussia Mönchengladbach | 5:4          | SG Wattenscheid 09       |
| 09.01./10.01.1993 | Hamburg, Sporthalle Hamburg                      | 22   | Spartak Moskau           | 5:1          | Hamburger SV           | Hertha BSC               | 4:2          | 1. FC Kaiserslautern     |
| 09.01./10.01.1993 | Leipzig, Messehalle Leipzig                      | 27   | Eintracht Frankfurt      | 5:1          | SK Sigma Olmütz        | 1. FC Nürnberg           | 5:3          | FC Sachsen Leipzig       |
| 10.01.1993        | Köln, Messehalle Köln                            | 27   | SC Fortuna Köln          | 6:4          | Chemnitzer FC          | VfB Stuttgart            | 6:3          | Borussia Mönchengladbach |
| 15.01.-17.01.1993 | Berlin, Deutschlandhalle Berlin                  | 31   | FC Bayern München        | 4:2          | Hertha BSC             | Spartak Moskau           | 7:4          | Bayer 04 Leverkusen      |
| 12.01.1993        | Chemnitz, Eissporthalle Chemnitz                 | 21   | Chemnitzer FC            | 3:2          | Widzew Łódź            | 1. FC Nürnberg           | 2:0          | VfB Leipzig              |
| 16.01.1993        | Magdeburg, Hermann-Gieseler-Halle Magdeburg      | 20   | Borussia Mönchengladbach | 4:1          | VfL Bochum             | VfB Oldenburg            | 1:0          | Hamburger SV             |
| 16.01.1993        | Essen, Grugahalle Essen                          | 24   | SG Wattenscheid 09       | (Ligasystem) | 1. FC Köln             | FC Schalke 04            | (Ligasystem) | Rot-Weiss Essen          |
| 17.01.1993        | Krefeld, Glockenspitzhalle Krefeld               | 27   | 1. FC Köln               | (Ligasystem) | Bayer 05 Uerdingen     | VfL Bochum               | (Ligasystem) | Borussia Mönchengladbach |
| 18.01./19.01.1993 | Stuttgart, Hanns-Martin-Schleyer-Halle Stuttgart | 30   | 1. FC Kaiserslautern     | 7:5          | VfB Stuttgart          | Brøndby IF               | 3:1          | FC Bayern München        |
| 22.01./23.01.1993 | Dortmund, Westfalenhalle, Dortmund               | 28   | Spartak Moskau           | 3:2          | MSV Duisburg           | Borussia Dortmund        | 6:5          | SG Wattenscheid 09       |
| 24.01.1993        | Karlsruhe, Europahalle Karlsruhe                 | 30   | Karlsruher SC            | 3:0          | Karlsruher SC Amateure | FC Bayern München        | 6:4          | VfB Stuttgart            |

weitere Turniere 1992/93:
- Baunatal: (unbekannt)

### Reformierte Qualifikation (1994)
Ab dem Jahr 1994 wurden nur noch acht Turniere für die Masters-Qualifikation berücksichtigt. Grundvoraussetzung für eine Berücksichtigung als Turnier dieser Qualifikation waren: Sechs Teilnehmer, mindestens vier Lizenzvereine, davon mindestens drei Bundesligisten. Der Modus der Qualifikationsturniere war relativ kompliziert. Die Wertigkeit eines Turniers wurde bestimmt, indem den teilnehmenden Vereinen Bewertungspunkte zugeordnet wurden. Der Tabellenführer der Ersten Bundesliga erhielt eine Wertung von 38 Punkten, während der Tabellenletzte der Zweiten Bundesliga noch einen Punkt erhielt. Grundlage war hierfür waren die Vorrunden-Tabellen beider Bundesligen, an einem näher zu spezifizierenden Spieltag. Ein Amateurverein wurde mit einem Punkt bewertet, während ausländische Erstligisten zwanzig Grundpunkte zugerechnet wurden. Dem ausländischen Verein wurden für das eventuelle Abschneiden in einem Europapokalwettbewerb der Vorsaison, pro erreichte Runde jeweils zwei Zusatzpunkte dazugerechnet. Die daraus resultierende Punktzahl wurde durch die Anzahl der teilnehmenden Vereine dividiert. Dieses Ergebnis war die endgültige Wertigkeit des Turniers.
Später wurden die bei einem Turnier erreichten Platzierungen mit der Wertigkeit des Turnieres multipliziert. Für den ersten Platz gab es sechs Punkte, der Zweitplatzierte erhielt vier Punkte, der Dritte wurde mit zwei Punkten belohnt, während der Vierte des Turniers noch einen Punkt erhielt. Anschließend wurden die zwei besten Turnier-Ergebnisse jedes Teams addiert. So wurden die vier besten Teams ermittelt, die schließlich an der Finalrunde teilnahmen. Für diese waren der Gastgeber Borussia Dortmund, der Meister Werder Bremen, der Pokalsieger Bayer 04 Leverkusen und der Titelverteidiger 1. FC Köln bereits gesetzt. Die Qualifikationsturniere 1994 waren namentlich: Oldenburg (23,14 Wertungspunkte; 8 Teilnehmer), München (27,38 Punkte; 8 Teilnehmer), Köln (24,17 Punkte; 6 Teilnehmer), Stuttgart (26,38 Punkte; 8 Teilnehmer), Berlin (29,67 Punkte; 6 Teilnehmer), Friedrichshafen (25,13 Punkte; 8 Teilnehmer), Hanau (28,33 Punkte; 6 Teilnehmer) und Frankfurt am Main (30,33 Punkte; 6 Teilnehmer). Weitere Turniere in Kiel, Schwerin, Hamburg, Rostock, Hannover, Leipzig, Essen, Karlsruhe, Bielefeld, Halle/Saale, Krefeld und Magdeburg wurden ohne Wertungspunkte ausgetragen.
| Datum             | Austragungsort                                   | Wert  | 1. Platz                | Ergebnis | 2. Platz            | 3. Platz                 | Ergebnis         | 4. Platz             |
| ----------------- | ------------------------------------------------ | ----- | ----------------------- | -------- | ------------------- | ------------------------ | ---------------- | -------------------- |
| 06.01.1994        | Oldenburg, Messehalle Oldenburg                  | 23,14 | Spartak Moskau          | 3:1      | Hamburger SV        | Borussia Mönchengladbach | 3:1              | SC Fortuna Köln      |
| 08.01./09.01.1994 | München, Olympiahalle München                    | 27,14 | Grasshopper Club Zürich | 3:2      | Eintracht Frankfurt | Dynamo Dresden           | 4:3 i.N. 1       | FC Bayern München    |
| 09.01.1994        | Köln, Messehalle Köln                            | 24,17 | Dinamo Tiflis           | 10:3     | 1. FC Köln          | SG Wattenscheid 09       | 3:2              | SC Fortuna Köln      |
| 11.01./12.01.1994 | Stuttgart, Hanns-Martin-Schleyer-Halle Stuttgart | 26,38 | Hamburger SV            | 7:2      | Karlsruher SC       | 1. FC Nürnberg           | 3:2 i.N. (0:0)   | Stuttgarter Kickers  |
| 14.01.-16.01.1994 | Berlin, Deutschlandhalle Berlin                  | 29,67 | Hertha BSC              | 5:4      | Werder Bremen       | FC Bayern München        | 5:4 i.N. 1       | Bayer 04 Leverkusen  |
| 14.01.-16.01.1994 | Friedrichshafen, Messehalle Friedrichshafen      | 25,13 | VfB Stuttgart           | 7:3      | TSV 1860 München    | 1. FC Kaiserslautern     | 4:3              | Wacker Innsbruck     |
| 18.01./19.01.1994 | Hanau, August-Schärttner-Halle Hanau             | 28,33 | Eintracht Frankfurt     | 2:1      | Dynamo Dresden      | Karlsruher SC            | 4:2              | 1. FC Kaiserslautern |
| 22.01./23.01.1994 | Frankfurt am Main, Festhalle Frankfurt           | 30,33 | VfL Bochum              | 4:3      | Eintracht Frankfurt | 1. FC Kaiserslautern     | 2:0 i.S. (3:3) 2 | FC Bayern München    |

| Platzierung | Team                 | Punkte | gespielte Turniere |
| ----------- | -------------------- | ------ | ------------------ |
| 1.          | Eintracht Frankfurt  | 400,82 | 5                  |
| 2.          | Hamburger SV         | 250,84 | 2                  |
| 3.          | VfL Bochum           | 181,98 | 1                  |
| 4.          | Hertha BSC           | 178,02 | 1                  |
| 5.          | Dynamo Dresden       | 168,08 | 2                  |
| 6.          | Karlsruher SC        | 162,18 | 2                  |
| 7.          | VfB Stuttgart        | 150,78 | 2                  |
| 8.          | 1. FC Kaiserslautern | 139,25 | 3                  |

weitere Turniere 1994
- Kiel: Borussia Mönchengladbach 3:2 Schalke 04
- Schwerin: Schalke 04 6:5 1. FSV Schwerin
- Nürnberg: 1. FC Köln 4:3 i.N., 5:5 n. V. Stuttgarter Kickers
- Leipzig: Hannover 96 5:1 Auswahl Dänemark
- Hamburg: Spartak Moskau 5:3 Hamburger SV
- Rostock: Werder Bremen 3:0 Malmö FF
- Hannover: FC Hansa Rostock 3:2 Hamburger SV
- Essen: Borussia Mönchengladbach 2:1 Wattenscheid 09
- Karlsruhe: Sparta Prag 2:2, 4:2 i. A. Karlsruher SC
- Bielefeld: Fenerbahce Istanbul 2:2, 3:0 i. A. Arminia Bielefeld
- Krefeld: VfL Bochum 3:2 Bayer Uerdingen
- Solingen: Dynamo Tiflis 6:4 Wuppertaler SV
- Baunatal: Stadtauswahl Kopenhagen (Ligasystem) vor Ruch Chorzów

### Drei Masters-Serien (1995)
Im Jahr 1995 wurde die Masters-Qualifikation in insgesamt 17 Städten ausgespielt und war dabei in drei Serien (A, B und C) unterteilt. Die Zusammensetzung der Punkte blieb gleich, jedoch wurden, durch die Reduzierung der Zweiten Bundesliga auf 18 Vereine, nur noch 36 Punkte für den Tabellenführer der Ersten Bundesliga vergeben. Von den 17 Turnieren wurden nur in dreizehn Masters-Turnieren der Serien A und der Serie B um Qualifikationspunkte gespielt. Die acht Turniere der Serie A wurden in den Städten Leipzig (Wertigkeit: 24 Punkte), Frankfurt (26 Punkte), Stuttgart (30 Punkte), Berlin (29 Punkte), Friedrichshafen (26 Punkte), Dortmund (26 Punkte), Bremen (28 Punkte) und Karlsruhe (24 Punkte) ausgetragen. Die fünf Hallenturniere der Serie B fanden in Nürnberg (Wertigkeit: 24 Punkte), Köln (23 Punkte), Hannover (25 Punkte), Krefeld (21 Punkte) und Hanau (26 Punkte) statt. Die Städte der Serie C, die ohne Qualifikationspunkte gespielt wurde, waren Magdeburg, Oldenburg, Hamburg und Schwerin.
Neben den für das Finalturnier gesetzten Klubs (FC Bayern München als Meister und Gastgeber, Werder Bremen als Pokalsieger und Bayer 04 Leverkusen als Titelverteidiger) qualifizierten sich die vier besten Mannschaften der Serie A und der Sieger der Serie B. War der Gewinner der B-Serie unter den Top vier der A-Serie, rückte der Fünftplatzierte der A-Serie nach.
| Datum             | Austragungsort                                   | Wert | 1. Platz                 | Ergebnis       | 2. Platz             | 3. Platz                 | Ergebnis | 4. Platz            |
| ----------------- | ------------------------------------------------ | ---- | ------------------------ | -------------- | -------------------- | ------------------------ | -------- | ------------------- |
| 05.01./06.01.1995 | Leipzig, Messehalle Leipzig                      | 24   | Hamburger SV             | 4:3            | Dynamo Dresden       | VfB Leipzig              | 4:2      | FC Schalke 04       |
| 07.01./08.01.1995 | Frankfurt, Eissporthalle Frankfurt               | 26   | 1. FC Nürnberg           | 6:5            | SC Freiburg          | PSV Eindhoven            | 5:4 i.N. | Eintracht Frankfurt |
| 10.01./11.01.1995 | Stuttgart, Hanns-Martin-Schleyer-Halle Stuttgart | 30   | 1. FC Köln               | 3:1            | Stuttgarter Kickers  | VfB Stuttgart            | 3:1      | Karlsruher SC       |
| 13.01.-15.01.1995 | Berlin, Deutschlandhalle Berlin                  | 29   | Borussia Mönchengladbach | 2:0            | Hertha BSC           | Dynamo Dresden           | 5:4 i.N. | Spartak Moskau      |
| 14.01./15.01.1995 | Friedrichshafen, Messehalle Friedrichshafen      | 26   | VfB Stuttgart            | 4:3 i.N. (3:3) | 1. FC Kaiserslautern | Karlsruher SC            | 3:2      | SC Freiburg         |
| 20.01./21.01.1995 | Dortmund, Westfalenhalle Dortmund                | 26   | Borussia Dortmund        | 4:3 i.N. (3:3) | 1. FC Köln           | Borussia Mönchengladbach | 4:2 i.N. | VfL Bochum          |
| 28.01./29.01.1995 | Bremen, Stadthalle Bremen                        | 28   | Werder Bremen            | 3:1 i.N. (3:3) | Bayer 04 Leverkusen  | VfL Bochum               | 4:1 i.N. | FC St. Pauli        |
| 21.01./22.01.1995 | Karlsruhe, Europahalle Karlsruhe                 | 24   | Karlsruher SC            | 4:2            | Dynamo Dresden       | SV Sandhausen            | 8:7 i.N. | VfB Stuttgart       |

| Datum             | Austragungsort                        | Wert | 1. Platz        | Ergebnis | 2. Platz                | 3. Platz           | Ergebnis       | 4. Platz                |
| ----------------- | ------------------------------------- | ---- | --------------- | -------- | ----------------------- | ------------------ | -------------- | ----------------------- |
| 06.01.1995        | Nürnberg, Frankenhalle Nürnberg       | 24   | 1. FC Köln      | 4:3      | Grasshopper Club Zürich | 1. FC Nürnberg     | 4:3 i.N. (5:5) | Slavia Prag             |
| 08.01.1995        | Köln, Messehalle Köln                 | 23   | 1. FC Köln      | 8:4      | Karlsruher SC           | VfB Stuttgart      | 5:3 i.N.       | Bayer 05 Uerdingen      |
| 09.01.1995        | Hannover, Niedersachsenhalle Hannover | 25   | FC Schalke 04   | 8:4      | Werder Bremen           | 1. FC Köln         | 3:0 i.N.       | Sportfreunde Ricklingen |
| 17.01./18.01.1995 | Hanau, August-Schärttner-Halle Hanau  | 26   | FC Schalke 04   | 5:1      | 1. FC Kaiserslautern    | MFK Spartak Moskau | 4:2            | Bayer 04 Leverkusen     |
| 22.01.1995        | Krefeld, Glockenspitzhalle Krefeld    | 21   | Bayer Uerdingen | 6:1      | SC Fortuna Köln         | Fortuna Düsseldorf | 4:3 i.N.       | 1. FC Köln              |

| Datum      | Austragungsort                              | Wert | 1. Platz       | Ergebnis       | 2. Platz                 | 3. Platz           | Ergebnis | 4. Platz       |
| ---------- | ------------------------------------------- | ---- | -------------- | -------------- | ------------------------ | ------------------ | -------- | -------------- |
| 07.01.1995 | Magdeburg, Hermann-Gieseler-Halle Magdeburg | -    | Brøndby IF     | 6:2            | VfL Bochum               | Torpedo Moskau     | 6:5 i.N. | MSV Duisburg   |
| 11.01.1995 | Oldenburg, Messehalle Oldenburg             | -    | Spartak Moskau | 5:4 i.N. (1:1) | Borussia Mönchengladbach | VfL Bochum         | 4:1 i.N. | Lewski Sofia   |
| 13.01.1995 | Kiel, Ostseehalle Kiel                      | -    | FC St. Pauli   | 4:3            | Torpedo Moskau           | Holstein Kiel      | 5:1      | MSV Duisburg   |
| 14.01.1995 | Schwerin, Sporthalle Schwerin               | -    | Hamburger SV   | 3:1            | VfL Bochum               | Bayer 05 Uerdingen | 6:4      | FC Schalke 04  |
| 16.01.1995 | Bielefeld, Seidenstickerhalle Bielefeld     | -    | Hamburger SV   | 3:0            | Schalke 04               | Croatia Zagreb     | 2:0      | Torpedo Moskau |

| Platzierung | Team                     | Punkte | gespielte Turniere |
| ----------- | ------------------------ | ------ | ------------------ |
| 1.          | 1. FC Köln               | 284    | 2                  |
| 2.          | Borussia Mönchengladbach | 226    | 2                  |
| 3.          | VfB Stuttgart            | 216    | 3                  |
| 4.          | Karlsruher SC            | 196    | 3                  |
| 5.          | Dynamo Dresden           | 192    | 3                  |
| 6.          | 1. FC Nürnberg           | 156    | 2                  |

| Platzierung | Team                  | Punkte | gespielte Turniere |
| ----------- | --------------------- | ------ | ------------------ |
| 1.          | FC Schalke 04         | 306    | 2                  |
| 2.          | 1. FC Köln            | 282    | 4                  |
| 3.          | FC Bayer 05 Uerdingen | 149    | 2                  |

weitere Turniere 1995
- Hamburg: Spartak Moskau 4:1  IFK Norrköping
- Essen: Wuppertaler SV 4:3/Sudden Death (3:3) Fortuna Düsseldorf
- Koblenz: 1. FC Kaiserslautern 5:4 Mainz 05
- Münster: unbekannt (u. a. MSV Duisburg)
- Lohne: unbekannt (u. a. Hamburger SV und Werder Bremen)
- Aue: unbekannt (u. a. Werder Bremen)
- Erfurt: unbekannt (u. a. TSV 1860 München)
- Suhl: unbekannt (u. a. TSV 1860 München)

### Fünfzehn Qualifikationsturniere (1996 und 1997)
Qualifikation 1996
Ab 1996 gab es insgesamt 15 Turniere. Fünf davon wurden als „Masters-Top-Turniere“, mit jeweils acht Teilnehmern, eingestuft. Diese waren Frankfurt (Wertigkeit: 25), Berlin (25), Stuttgart (27), Bremen (26) und München (25). Bis auf Berlin und Bremen fanden diese Turniere an zwei Tagen statt. Berlin war ein dreitägiges Turnier, während Bremen, wie alle anderen Veranstaltungen an einem Tag ausgetragen wurde. Die weiteren Turniere, mit je sechs Teilnehmern, fanden in Essen (25), Leipzig (23), Koblenz (24), Münster (25), Oldenburg (24), Schwerin (25), Kiel (25), Krefeld (26), Düsseldorf (26), und Karlsruhe (21) statt. Mit Ausnahme der Turniere in München, Stuttgart, Karlsruhe und Koblenz, firmierten alle anderen Turniere, gesponsert von der Brauerei Holsten-Brauerei, als „Holsten-Cup“. Für das Finalturnier wurden, neben den erneut drei gesetzten Klubs (Dortmund als Meister und Gastgeber, Borussia Mönchengladbach als Pokalsieger und der Karlsruher SC als Titelverteidiger), fünf weitere Teams ermittelt. Die Turniere in Köln, Erfurt, Hannover, Hamburg, Cottbus, Saarbrücken und Halle (Saale) waren kein Teil der Qualifikation.
Die Modi der Turniere unterschieden sich teilweise sehr. Zwar gab es in allen Turnieren jeweils zwei Turniergruppen. Doch bei den Turnieren in Berlin und Bremen folgten hiernach keine Halbfinals. In Bremen standen die Ersten der beiden Gruppen direkt im Finale, während die beiden Zweitplatzierten um den dritten Platz kämpften. In Berlin hingegen qualifizierten sich die ersten 3 jeder Gruppe für eine Hauptrunde. Aus dieser Gruppe spielten anschließend im Halbfinale der Erste gegen den Vierten und der Zweite gegen den Dritten. In Schwerin folgte nach dem Remis im Finale eine Verlängerung. In Düsseldorf und Karlsruhe wurde die Verlängerung im Sudden-Death-Modus ausgetragen. In Berlin folgte dem Remis im Finale ein Neunmeterschießen.
| Austragungsort    | 1. Platz                 | Ergebnis       | 2. Platz                 | 3. Platz             | Ergebnis | 4. Platz            |
| ----------------- | ------------------------ | -------------- | ------------------------ | -------------------- | -------- | ------------------- |
| Essen             | Rot-Weiss Essen          | 4:2            | FC Schalke 04            | Eintracht Frankfurt  | 7:6 i.N. | Hamburger SV        |
| Leipzig           | Eintracht Frankfurt      | 2:0            | FC Sachsen Leipzig       | 1. FC Köln           | 5:4 i.N. | FC Schalke 04       |
| Frankfurt am Main | Eintracht Frankfurt      | 2:0            | TSV 1860 München         | FV Bad Vilbel        | 4:3 i.N. | VfB Stuttgart       |
| Koblenz           | VfB Stuttgart            | 4:1            | Eintracht Frankfurt      | 1. FC Köln           | 4:3 i.N. | MSV Duisburg        |
| Münster           | 1. FC Kaiserslautern     | 4:2            | Borussia Mönchengladbach | Preußen Münster      | 4:2 i.N. | KFC Uerdingen 05    |
| Schwerin          | Eintracht Frankfurt      | 1:0 n. V.      | Hamburger SV             | FK Austria Wien      | 3:0 i.N. | VfL Bochum          |
| Oldenburg         | Borussia Mönchengladbach | 4:2            | SV Meppen                | 1. FC Kaiserslautern | 3:0 i.N. | FC Santos           |
| Kiel              | Hamburger SV             | 4:3            | FC Schalke 04            | FK Austria Wien      | 4:2 i.N. | Eintracht Frankfurt |
| Berlin            | FC Bayern München        | 5:4 i.N. (1:1) | FC St. Pauli             | Werder Bremen        | 4:2 i.N. | Bayer 04 Leverkusen |
| Stuttgart         | 1. FC Köln               | 2:1            | Eintracht Frankfurt      | FC Aarau             | 3:1 i.N. | VfB Stuttgart       |
| Krefeld           | 1. FC Kaiserslautern     | 5:1            | Bayer 04 Leverkusen      | MSV Duisburg         | 4:3 i.N. | KFC Uerdingen 05    |
| Düsseldorf        | Odense BK                | 1:0 n. V. 1    | Fortuna Düsseldorf       | 1. FC Kaiserslautern | 4:2 i.N. | SC Freiburg         |
| Bremen            | Eintracht Frankfurt      | 3:2            | Werder Bremen            | VfL Bochum           | 2:1 i.N. | Kickers Emden       |
| Karlsruhe         | Karlsruher SC            | 1:0 n. V. 1    | KFC Uerdingen 05         | SV Waldhof Mannheim  | 4:3 i.N. | Brøndby IF          |
| München           | TSV 1860 München         | 4:3            | 1. FC Nürnberg           | FC Bayern München    | 3:2 i.N. | Werder Bremen       |

| Platzierung | Team                 | Punkte | gespielte Turniere |
| ----------- | -------------------- | ------ | ------------------ |
| 1.          | 1. FC Kaiserslautern | 306    | 5                  |
| 1.          | Eintracht Frankfurt  | 306    | 8                  |
| 3.          | Hamburger SV         | 216    | 3                  |
| 3.          | TSV 1860 München     | 216    | 3                  |
| 5.          | 1. FC Köln           | 210    | 4                  |
| 6.          | FC Bayern München    | 200    | 2                  |
| 6.          | FC Schalke 04        | 200    | 4                  |
| 8.          | VfB Stuttgart        | 171    | 3                  |

weitere Turniere 1996
- Köln: 1. FC Köln 5:3 Borussia Mönchengladbach
- Hamburg: FC St. Pauli 7:3 Spartak Moskau
- Hannover: Hamburger SV 4:3 Schalke 04
- Erfurt: unbekannt (u. a. Fortuna Düsseldorf)
- Duisburg: unbekannt (u. a. MSV Duisburg)
- Cottbus: unbekannt (u. a. Chemnitzer FC)

Qualifikation 1997
Die Hallen-Masters-Serie 1997 bestand ebenfalls aus 15 Turnieren. Diese wurden in den Städten Frankfurt (Wertigkeit: 23), Leipzig (24), Essen (25), Koblenz (24), Oldenburg (25), Kiel (25), Schwerin (24), Berlin (24), Stuttgart (27), Hannover (26), Düsseldorf (25), Oberhausen (26), Dortmund (24), Bremen (26), Karlsruhe (25) ausgetragen. Durch die Turniere wurden drei Teilnehmer für die Finalrunde ermittelt. Für das Finale waren der Gastgeber Bayern München, Titelverteidiger TSV 1860 München, Meister Borussia Dortmund und Pokalsieger 1. FC Kaiserslautern gesetzt. Die „Top-Turniere“ 1997 waren die jeweils zweitägigen Veranstaltungen in Frankfurt, Stuttgart, Dortmund und das dreitägige Turnier in Berlin. Diese Turniere wurden mit acht Teams ausgetragen, während an den anderen Turnieren je sechs Teams teilnahmen. Wegen fehlender Voraussetzungen oder geringerer sportlicher Wertigkeit erhielten die Turniere in Köln, Krefeld, Halle (Saale) und Magdeburg keinen Masters-Status.
| Austragungsort    | 1. Platz            | Ergebnis       | 2. Platz                 | 3. Platz             | Ergebnis | 4. Platz                     |
| ----------------- | ------------------- | -------------- | ------------------------ | -------------------- | -------- | ---------------------------- |
| Frankfurt am Main | Eintracht Frankfurt | 4:1            | Arminia Bielefeld        | MSV Duisburg         | 5:4 i.N. | Eintracht Frankfurt Amateure |
| Leipzig           | VfB Leipzig         | 4:0            | Sparta Prag              | Hamburger SV         | 4:2 i.N. | FC Schalke 04                |
| Essen             | VfL Bochum          | 3:1            | Eintracht Frankfurt      | FC Schalke 04        | – 1      | Hamburger SV                 |
| Koblenz           | Eintracht Frankfurt | 4:2            | 1. FC Köln               | Slavia Prag          | 3:2 i.N. | TSV 1860 München             |
| Oldenburg         | Hamburger SV        | 2:1            | VfB Oldenburg            | Werder Bremen        | 4:3 i.N. | Widzew Łódź                  |
| Kiel              | Werder Bremen       | 4:3 i.N. (1:1) | Brøndby IF               | FC St. Pauli         | 4:2 i.N. | Hamburger SV                 |
| Schwerin          | Brøndby IF          | 2:0            | Werder Bremen            | Hamburger SV         | 5:3 i.N. | Eintracht Frankfurt          |
| Berlin            | Bayer 04 Leverkusen | 3:1            | FC Bayern München        | Roter Stern Belgrad  | 5:4 i.N. | Hertha BSC                   |
| Stuttgart         | FC Schalke 04       | 2:1            | Karlsruher SC            | Ferencváros Budapest | 4:3 i.N. | VfB Stuttgart                |
| Hannover          | Fortuna Düsseldorf  | 3:2            | Eintracht Frankfurt      | FC Schalke 04        | 5:4 i.N. | Hannover 96                  |
| Düsseldorf        | Brøndby IF          | 6:3            | Borussia Mönchengladbach | Widzew Łódź          | 4:2 i.N. | Fortuna Düsseldorf           |
| Oberhausen        | Werder Bremen       | 5:3            | Brøndby IF               | FC Schalke 04        | 5:4 i.N. | Rot-Weiß Oberhausen          |
| Dortmund          | PSV Eindhoven       | 3:1            | VfL Bochum               | Borussia Dortmund    | 4:2 i.N. | Arminia Bielefeld            |
| Bremen            | Werder Bremen       | 5:3            | Fortuna Düsseldorf       | Brøndby IF           | 4:1 i.N. | Borussia Mönchengladbach     |
| Karlsruhe         | Karlsruher SC       | 6:5 i.N. (2:2) | Dynamo Kiew              | 1. FC Kaiserslautern | 8:7 i.N. | SC Freiburg                  |

| Platzierung | Team                | Punkte | gespielte Turniere |
| ----------- | ------------------- | ------ | ------------------ |
| 1.          | Werder Bremen       | 312    | 6                  |
| 2.          | Eintracht Frankfurt | 306    | 7                  |
| 3.          | Fortuna Düsseldorf  | 260    | 5                  |
| 4.          | Karlsruher SC       | 258    | 2                  |
| 5.          | VfL Bochum          | 246    | 5                  |
| 6.          | FC Schalke 04       | 214    | 5                  |
| 7.          | Hamburger SV        | 198    | 6                  |
| 8.          | VfB Leipzig         | 144    | 1                  |

weitere Turniere 1997
- Köln: Slavia Prag 2:0 Fortuna Köln
- Hamburg: Slavia Prag 4:3 n. N. Zenit St. Petersburg
- Krefeld: 1860 München 5:2 Fortuna Düsseldorf
- Duisburg: MSV Duisburg 2:1 Hamborn 07
- Münster: MSV Duisburg 10:9 n. N. Preußen Münster
- Magdeburg: Borussia Mönchengladbach 3:2 Bröndby IF

### Qualifikation zum DFB-Hallenpokal (1998–2001)
Im Jahre 1998 wurde der Qualifikations-Modus erneut reformiert und der DFB-Hallenpokal geschaffen. Jeder der 36 Profivereine der Bundesliga und 2. Bundesliga sowie vier Regionalligisten wurden einem von fünf Turnierorten (Berlin, Dortmund, Leipzig, Oberhausen und Stuttgart) zugeteilt und spielten nur dieses eine Qualifikations-Turnier. Alle Sieger und Finalisten dieser fünf Turniere qualifizierten sich für das anschließende Hallenmasters, an dem von nun an (bis ins Jahr 2000) insgesamt 12 Teams teilnahmen.
Für das Endturnier 1998 waren bereits der amtierende Deutsche Meister Bayern München und der Titelverteidiger des vorangegangenen DFB-Hallenpokals 1. FC Kaiserslautern gesetzt. Dennoch nahmen sowohl Meister als auch Titelverteidiger an einem der Qualifikations-Turniere teil. Bei allen fünf Turnieren wurde ein Spiel um Platz 3 ausgetragen, falls zum Beispiel eines der bereits für das Endturnier gesetzten Teams ins Endspiel kommen sollte.
Zum Jahr 1999 gab es eine kleine Veränderung. Statt des Titelverteidigers des DFB-Hallenpokals Hansa Rostock war nun der Gastgeber Borussia Dortmund direkt für das Endturnier qualifiziert. Somit war Hansa Rostock der erste Titelverteidiger seit dem Hamburger SV, der nicht am folgenden Endturnier teilnehmen konnte. Bestehen blieb, dass der amtierende Meister 1. FC Kaiserslautern für jenes Turnier gesetzt war, dass aus allen fünf Turnieren (Bremen, Frankfurt am Main, Leipzig, München, Stuttgart) die beiden Finalisten qualifiziert waren und dass weiterhin ein Spiel um Platz 3 ausgetragen wurde.
Wegen der Aufstockung der UEFA Champions League und der nach der Saison stattfindenden Europameisterschaft wurde die Qualifikation im Jahr 2000 lediglich an vier Standorten (Berlin, Stuttgart, Oberhausen, Riesa) ausgetragen. Außerdem nahmen an der Qualifikation nur noch 32 Vereine aus der Bundesliga und 2. Bundesliga teil. Die jeweiligen Sieger und Finalisten der vier Turniere konnten sich für das Finale in der Münchener Olympiahalle qualifizieren. Für das Endturnier waren sowohl der amtierende Deutsche Meister Bayern München, der amtierende DFB-Pokalsieger Werder Bremen, der Titelverteidiger Borussia Dortmund und der Gastgeber TSV 1860 München direkt qualifiziert und nahmen auch nicht an den Qualifikations-Turnieren teil.
Im letzten Jahr des DFB-Hallenpokals wurden schließlich nur in drei Orten (Hannover, Riesa, Stuttgart) Qualifikations-Turniere für den DFB-Hallenpokal ausgetragen. In allen Turnieren wurde neben dem Finale auch ein Spiel um den 3. Platz ausgetragen, dessen Sieger sich ebenfalls für das Finale in der Dortmunder Westfalenhalle qualifizierten. Neben den neun Vereinen, die sich über die Turniere qualifizieren konnten, nahmen der Gastgeber Borussia Dortmund, der Deutsche Meister Bayern München, der Titelverteidiger SpVgg Greuther Fürth und auch der Finalist des Vorjahres Borussia Mönchengladbach teil. Somit wuchs die Anzahl der Teilnehmer von 12 auf 13 Vereine.
| Austragungsort    | 1. Platz               | Ergebnis       | 2. Platz                 | 3. Platz               | Ergebnis       | 4. Platz             |
| 1998              | 1998                   | 1998           | 1998                     | 1998                   | 1998           | 1998                 |
| ----------------- | ---------------------- | -------------- | ------------------------ | ---------------------- | -------------- | -------------------- |
| Leipzig           | Werder Bremen          | 5:3            | Fortuna Düsseldorf       | VfB Leipzig            | 4:1            | FC Sachsen Leipzig   |
| Dortmund          | FC Gütersloh           | 7:5 n.N. (3:3) | VfL Bochum               | MSV Duisburg           | 4:2            | Borussia Dortmund    |
| Stuttgart         | SpVgg Unterhaching     | 1:0            | VfB Stuttgart            | SC Freiburg            | 5:4 i.N. (4:4) | 1. FC Kaiserslautern |
| Oberhausen        | FC Schalke 04          | 3:1            | SC Fortuna Köln          | Bayer 04 Leverkusen    | 5:2            | Hamburger SV         |
| Berlin            | Hansa Rostock          | 4:3 i.N. (2:2) | FC Carl Zeiss Jena       | Tennis Borussia Berlin | 4:3 i.N. (4:4) | Hertha BSC           |
| 1999              |                        |                |                          |                        |                |                      |
| Stuttgart         | Rot-Weiß Oberhausen    | 6:5 i.N. (0:0) | Tennis Borussia Berlin   | VfB Stuttgart          | 3:2            | Karlsruher SC        |
| Bremen            | Borussia Dortmund      | 3:2            | SG Wattenscheid 09       | Werder Bremen          | 7:3            | Bayer 04 Leverkusen  |
| München           | FC Bayern München      | 7:0            | Hannover 96              | 1. FC Nürnberg         | 2:1            | SpVgg Unterhaching   |
| Leipzig           | Arminia Bielefeld      | 5:2            | VfL Wolfsburg            | VfB Leipzig            | 5:2            | Energie Cottbus      |
| Frankfurt am Main | Kickers Offenbach      | 5:4            | 1. FC Kaiserslautern     | Eintracht Frankfurt    | 4:2            | FC St. Pauli         |
| 2000              |                        |                |                          |                        |                |                      |
| Oberhausen        | Bayer 04 Leverkusen    | 3:0            | Borussia Mönchengladbach | MSV Duisburg           | 5:3            | Rot-Weiß Oberhausen  |
| Riesa             | Energie Cottbus        | 4:3            | Hansa Rostock            | Hannover 96            | 5:3            | Kickers Offenbach    |
| Stuttgart         | 1. FC Kaiserslautern   | 5:3            | Stuttgarter Kickers      | SSV Ulm 1846           | 4:3            | VfB Stuttgart        |
| Berlin            | Tennis Borussia Berlin | 3:2            | SpVgg Greuther Fürth     | Hertha BSC             | 2:1            | VfL Bochum           |
| 2001              |                        |                |                          |                        |                |                      |
| Stuttgart         | SpVgg Unterhaching     | 4:3            | 1. FSV Mainz 05          | SSV Reutlingen 05      | 3:0            | SSV Ulm 1846         |
| Riesa             | Hansa Rostock          | 5:3            | Energie Cottbus          | 1. FC Köln             | 5:1            | SV Waldhof Mannheim  |
| Hannover          | Werder Bremen          | 1:0            | FC St. Pauli             | VfL Bochum             | 6:4            | Arminia Bielefeld    |

## Endrunden des DFB-Hallen-Masters/DFB-Hallenpokals
Modus der Finalturniere
- 1987: 2 Halbfinals mit 4 Teams. Es folgte das Spiel um Platz 3 und das Finale.
- 1988: 2 Gruppen à 3 Teams. Erster und Zweiter jeweils im Halbfinale. Es folgte das Spiel um Platz 5, das Spiel um Platz 3 und das Finale.
- 1989: 2 Gruppen à 4 Teams. Erster und Zweiter jeweils im Halbfinale. Es folgte das Spiel um Platz 3 und das Finale.
- 1990–1997: 2 Gruppen à 4 Teams. Erster und Zweiter jeweils im Halbfinale. Es folgte das Finale.
- 1998–2000: 4 Gruppen à 3 Teams. Erster und Zweiter jeweils im Viertelfinale. Es folgte das Halbfinale sowie das Spiel um Platz 3 und das Finale.
- 2001: 3 Gruppen à 3 Teams und 1 Gruppe à 4 Teams. Erster und Zweiter jeweils im Viertelfinale. Es folgte das Halbfinale sowie das Spiel um Platz 3 und das Finale.

Bei Unentschieden in den K.-o.-Runden wurde direkt ein Neunmeterschießen (1989 ein Achtmeterschießen) ausgeführt, bei dem pro Team drei Schützen antraten. (Ergebnis nach Neunmeterschießen wurde mit n. N. abgekürzt)

### Ergebnisse der Turniere
| Jahr                    | Austragungsort          | Sieger                  | Ergebnis                | Finalist                 | 3. Platz                          | Ergebnis                          | 4. Platz                          |
| inoffizielle Austragung | inoffizielle Austragung | inoffizielle Austragung | inoffizielle Austragung | inoffizielle Austragung  | inoffizielle Austragung           | inoffizielle Austragung           | inoffizielle Austragung           |
| ----------------------- | ----------------------- | ----------------------- | ----------------------- | ------------------------ | --------------------------------- | --------------------------------- | --------------------------------- |
| 1987 1                  | Stuttgart               | Hamburger SV            | 3:1                     | VfB Stuttgart            | Werder Bremen                     | 9:8 i. A. 2 (5:5)                 | FC Schalke 04                     |
| DFB-Hallen-Masters      |                         |                         |                         |                          |                                   |                                   |                                   |
| 1988                    | Frankfurt am Main       | Bayer 05 Uerdingen      | 5:3                     | Eintracht Frankfurt      | Fortuna Düsseldorf                | 8:2                               | VfL Osnabrück                     |
| 1989                    | Dortmund                | Werder Bremen           | 6:3                     | VfB Stuttgart            | Eintracht Frankfurt               | 3:1 i. A. (4:4)                   | FC Bayern München                 |
| 1990                    | Dortmund                | Borussia Dortmund       | 5:3                     | Bayer 05 Uerdingen       | Werder Bremen                     | 4:3                               | 1. FC Köln                        |
| 1991                    | Dortmund                | Borussia Dortmund       | 4:3 i. N. 3 (4:4)       | Werder Bremen            | VfB Stuttgart                     | 4:2                               | Borussia Mönchengladbach          |
| 1992                    | München                 | Borussia Dortmund       | 2:1                     | VfL Bochum               | FC Bayern München / Werder Bremen | FC Bayern München / Werder Bremen | FC Bayern München / Werder Bremen |
| 1993                    | München                 | 1. FC Köln              | 2:1                     | VfB Stuttgart            | Borussia Dortmund / Hamburger SV  | Borussia Dortmund / Hamburger SV  | Borussia Dortmund / Hamburger SV  |
| 1994                    | Dortmund                | Bayer 04 Leverkusen     | 5:1                     | 1. FC Köln               | VfL Bochum / Hamburger SV         | VfL Bochum / Hamburger SV         | VfL Bochum / Hamburger SV         |
| 1995                    | München                 | Karlsruher SC           | 6:3                     | Bayer 04 Leverkusen      | FC Schalke 04                     | 5:4 i. N.                         | Borussia Mönchengladbach          |
| 1996                    | Dortmund                | TSV 1860 München        | 6:3                     | Hamburger SV             | Karlsruher SC                     | 5:3 i. N.                         | Borussia Dortmund                 |
| 1997                    | München                 | 1. FC Kaiserslautern    | 3:1                     | FC Bayern München        | Fortuna Düsseldorf                | 5:3 i. N.                         | TSV 1860 München                  |
| DFB-Hallenpokal         |                         |                         |                         |                          |                                   |                                   |                                   |
| 1998                    | München                 | Hansa Rostock           | 4:3                     | FC Schalke 04            | Fortuna Düsseldorf                | 5:4                               | Werder Bremen                     |
| 1999                    | Dortmund                | Borussia Dortmund       | 2:1                     | VfL Wolfsburg            | Eintracht Frankfurt               | 3:0                               | Rot-Weiß Oberhausen               |
| 2000                    | München                 | SpVgg Greuther Fürth    | 2:0 4                   | Borussia Mönchengladbach | Bayer 04 Leverkusen               | 5:4 i. N. (4:4)                   | FC Bayern München                 |
| 2001                    | Dortmund                | SpVgg Unterhaching      | 5:4 i. N. (1:1)         | Werder Bremen            | Energie Cottbus                   | 2:1 i. N. (1:1)                   | SpVgg Greuther Fürth              |

### Rangliste
| Rang | Verein                   | 1. Platz | Jahr(e)                | 2. Platz | Jahr(e)          | 3. Platz | Jahr(e)                     | 4. Platz | Jahr(e)    |
| ---- | ------------------------ | -------- | ---------------------- | -------- | ---------------- | -------- | --------------------------- | -------- | ---------- |
| 1    | Borussia Dortmund        | 4        | 1990, 1991, 1992, 1999 | -        | -                | 1        | Halbfinale 1993             | 1        | 1996       |
| 2    | Werder Bremen            | 1        | 1989                   | 2        | 1991, 2001       | 3        | 1987, 1990, Halbfinale 1992 | 2        | 1998       |
| 3    | Hamburger SV             | 1        | 1987                   | 1        | 1996             | 2        | Halbfinale 1993, 1994       | -        | -          |
| 4    | Bayer 04 Leverkusen      | 1        | 1994                   | 1        | 1995             | 1        | 2000                        | -        | -          |
| 5    | 1. FC Köln               | 1        | 1993                   | 1        | 1994             | -        | -                           | 1        | 1990       |
| 6    | Bayer 05 Uerdingen       | 1        | 1988                   | 1        | 1990             | -        | -                           | -        | -          |
| 7    | Karlsruher SC            | 1        | 1995                   | -        | -                | 1        | 1996                        | -        | -          |
| 8    | TSV 1860 München         | 1        | 1996                   | -        | -                | -        | -                           | 1        | 1997       |
| 8    | SpVgg Greuther Fürth     | 1        | 2000                   | -        | -                | -        | -                           | 1        | 2001       |
| 9    | 1. FC Kaiserslautern     | 1        | 1997                   | -        | -                | -        | -                           | -        | -          |
| 9    | Hansa Rostock            | 1        | 1998                   | -        | -                | -        | -                           | -        | -          |
| 9    | SpVgg Unterhaching       | 1        | 2001                   | -        | -                | -        | -                           | -        | -          |
| 13   | VfB Stuttgart            | -        | -                      | 3        | 1987, 1989, 1993 | 1        | 1991                        | -        | -          |
| 14   | Eintracht Frankfurt      | -        | -                      | 1        | 1988             | 2        | 1989, 1999                  | -        | -          |
| 15   | FC Bayern München        | -        | -                      | 1        | 1997             | 1        | Halbfinale 1992             | 2        | 1989, 2000 |
| 16   | FC Schalke 04            | -        | -                      | 1        | 1998             | 1        | 1995                        | 1        | 1987       |
| 17   | VfL Bochum               | -        | -                      | 1        | 1992             | 1        | Halbfinale 1994             | -        | -          |
| 18   | Borussia Mönchengladbach | -        | -                      | 1        | 2000             | -        | -                           | 2        | 1991, 1995 |
| 19   | VfL Wolfsburg            | -        | -                      | 1        | 1999             | -        | -                           | -        | -          |
| 20   | Fortuna Düsseldorf       | -        | -                      | -        | -                | 3        | 1988, 1997, 1998            | -        | -          |
| 21   | Energie Cottbus          | -        | -                      | -        | -                | 1        | 2001                        | -        | -          |
| 22   | VfL Osnabrück            | -        | -                      | -        | -                | -        | -                           | 1        | 1988       |
| 22   | Rot-Weiß Oberhausen      | -        | -                      | -        | -                | -        | -                           | 1        | 1999       |

### Ewige Tabelle 1987–2001
| Rang | Verein                   | Teilnahmen | Jahr(e)                            | Spiele | Tore    | Punkte |
| ---- | ------------------------ | ---------- | ---------------------------------- | ------ | ------- | ------ |
| 1    | Borussia Dortmund        | 11         | 1989–1994, 1996–1997, 1999–2001    | 42     | 126:114 | 71     |
| 2    | Werder Bremen            | 13         | 1987–1992, 1994–1995, 1997–2001    | 47     | 140:141 | 70     |
| 3    | FC Bayern München        | 11         | 1989–1993, 1995, 1997–2001         | 26     | 97:105  | 45     |
| 4    | 1. FC Köln               | 9          | 1989–1996, 2001                    | 29     | 74:75   | 36     |
| 5    | Eintracht Frankfurt      | 6          | 1988–1989, 1994, 1996–1997, 1999   | 21     | 48:39   | 31     |
| 6    | Bayer 04 Leverkusen      | 3          | 1994–1995, 2000                    | 15     | 52:44   | 29     |
| 7    | VfB Stuttgart            | 6          | 1987, 1989, 1991, 1993, 1995, 1998 | 21     | 68:65   | 29     |
| 8    | Hamburger SV             | 4          | 1987, 1993–1994, 1996              | 15     | 46:38   | 28     |
| 9    | Borussia Mönchengladbach | 5          | 1991, 1995–1996, 2000–2001         | 18     | 34:34   | 27     |
| 10   | Fortuna Düsseldorf       | 4          | 1988, 1990, 1997, 1998             | 14     | 51:36   | 26     |
| 11   | TSV 1860 München         | 3          | 1996–1997, 2000                    | 12     | 34:24   | 26     |
| 12   | 1. FC Kaiserslautern     | 8          | 1991–1993, 1996–2000               | 24     | 53:66   | 26     |
| 13   | SpVgg Greuther Fürth     | 2          | 2000–2001                          | 10     | 23:09   | 22     |
| 14   | Karlsruher SC            | 3          | 1995–1997                          | 12     | 23:16   | 21     |
| 15   | VfL Bochum               | 4          | 1992, 1994, 1998, 2001             | 14     | 40:51   | 19     |
| 16   | Bayer 05 Uerdingen       | 3          | 1988–1990                          | 11     | 40:35   | 17     |
| 17   | Hansa Rostock            | 3          | 1998, 2000–2001                    | 10     | 27:25   | 16     |
| 18   | FC Schalke 04            | 4          | 1987, 1992, 1995, 1998             | 12     | 27:30   | 15     |
| 19   | SpVgg Unterhaching       | 2          | 1998, 2001                         | 7      | 18:12   | 14     |
| 20   | VfL Wolfsburg            | 1          | 1999                               | 5      | 10:04   | 12     |
| 21   | Rot-Weiß Oberhausen      | 1          | 1999                               | 5      | 10:09   | 6      |
| 22   | 1. FSV Mainz 05          | 1          | 2001                               | 4      | 07:06   | 6      |
| 23   | FC Gütersloh             | 1          | 1998                               | 2      | 06:04   | 4      |
| 24   | SG Wattenscheid 09       | 2          | 1992, 1999                         | 5      | 10:16   | 4      |
| 25   | Energie Cottbus          | 2          | 2000–2001                          | 7      | 09:18   | 4      |
| 26   | VfL Osnabrück            | 1          | 1988                               | 4      | 15:19   | 4      |
| 27   | Arminia Bielefeld        | 1          | 1999                               | 2      | 04:05   | 3      |
| 28   | Chemnitzer FC            | 1          | 1993                               | 3      | 08:10   | 3      |
| 29   | Blau-Weiß 90 Berlin      | 2          | 1988–1989                          | 5      | 15:21   | 3      |
| 30   | Hannover 96              | 2          | 1993, 1999                         | 5      | 14:20   | 3      |
| 31   | FC St. Pauli             | 2          | 1990, 2001                         | 5      | 13:19   | 2      |
| 32   | Hertha BSC               | 1          | 1994                               | 3      | 09:010  | 2      |
| 33   | SSV Reutlingen 05        | 1          | 2001                               | 2      | 03:04   | 1      |
| 34   | Stuttgarter Kickers      | 1          | 2000                               | 2      | 02:04   | 1      |
| 35   | 1. FC Nürnberg           | 1          | 1990                               | 3      | 02:09   | 1      |
| 36   | Tennis Borussia Berlin   | 2          | 1999–2000                          | 4      | 08:13   | 0      |
| 37   | Kickers Offenbach        | 1          | 1999                               | 2      | 02:04   | 0      |
| 38   | FC Carl Zeiss Jena       | 1          | 1998                               | 2      | 01:06   | 0      |
| 39   | SC Fortuna Köln          | 1          | 1998                               | 2      | 01:07   | 0      |
| 40   | 1. FC Magdeburg          | 1          | 1991                               | 3      | 06:13   | 0      |

## Sieger-Trainer
- 1987: Willi Reimann (Hamburger SV) (inoffiziell)
- 1988: Rolf Schafstall (FC Bayer 05 Uerdingen)
- 1989: Otto Rehhagel (Werder Bremen)
- 1990: Horst Köppel (Borussia Dortmund)
- 1991: Horst Köppel (Borussia Dortmund)
- 1992: Ottmar Hitzfeld (Borussia Dortmund)
- 1993: Jörg Berger (1. FC Köln)
- 1994: Dragoslav Stepanović (Bayer 04 Leverkusen)
- 1995: Winfried Schäfer (Karlsruher SC)
- 1996: Werner Lorant (TSV 1860 München)
- 1997: Otto Rehhagel (1. FC Kaiserslautern)
- 1998: Ewald Lienen (Hansa Rostock)
- 1999: Michael Skibbe (Borussia Dortmund)
- 2000: Benno Möhlmann (SpVgg Greuther Fürth)
- 2001: Lorenz-Günther Köstner (SpVgg Unterhaching)

## Torschützenkönige
- 1987: Frank Schmöller (Hamburger SV) – 4 Tore (inoffiziell)
- 1988: Włodzimierz Smolarek (Eintracht Frankfurt) – 7 Tore
- 1989: Maurizio Gaudino (VfB Stuttgart) – 6 Tore
- 1990: Frank Mill (Borussia Dortmund) & Pierre Littbarski (1. FC Köln) – 5 Tore
- 1991: Wynton Rufer (Werder Bremen) – 5 Tore
- 1992: Frank Mill (Borussia Dortmund) – 6 Tore
- 1993: Matthias Sammer (Borussia Dortmund) & Bruno Labbadia (FC Bayern München) – beide 7 Tore
- 1994: Rewas Arweladse (1. FC Köln) – 7 Tore
- 1995: Paulo Sérgio (Bayer 04 Leverkusen) – 5 Tore
- 1996: Stefan Effenberg (Borussia Mönchengladbach) & Piotr Nowak (TSV 1860 München) – beide 4 Tore
- 1997: Martin Wagner (1. FC Kaiserslautern) – 5 Tore
- 1998: Christian Brand (Werder Bremen) – 6 Tore
- 1999: Wladimir But (Borussia Dortmund), Jörg Lipinski & Lars Toborg (beide Rot-Weiß Oberhausen) – alle 4 Tore
- 2000: Robson Ponte (Bayer 04 Leverkusen) – 6 Tore
- 2001: Abderrahim Ouakili (1. FSV Mainz 05) – 5 Tore

## Bester Spieler
- 1992: Frank Mill (Borussia Dortmund)
- 1993: Bruno Labbadia (FC Bayern München)
- 1994: Rewas Arweladse (1. FC Köln)
- 1995: Paulo Sérgio (Bayer 04 Leverkusen)
- 1996: Stefan Effenberg (Borussia Mönchengladbach)
- 1997: Mario Basler (FC Bayern München)
- 1998: Christian Brand (Werder Bremen)
- 1999: Wladimir But (Borussia Dortmund)
- 2000: Mehmet Scholl (FC Bayern München)
- 2001: Abderrahim Ouakili (1. FSV Mainz 05)

## Bester Torwart
- 1998: Martin Pieckenhagen (FC Hansa Rostock)
- 1999: Claus Reitmaier (VfL Wolfsburg)
- 2000: Bernd Meier (Borussia Mönchengladbach)
- 2001: Stefan Brasas (Werder Bremen)